# Francisco Novella Azabal Pérez y Sicardo
Pour les articles homonymes, voir Francisco Pérez, Azabal, Pérez et Sicardo.
Francisco Novella Azabal Pérez y Sicardo est un général de l'armée espagnole et vice-roi par intérim de Nouvelle-Espagne du 5 juillet 1821 au 21 juillet 1821, lors de la guerre d'indépendance du Mexique.
Novella ne gouverne qu'un peu plus de deux semaines. Sa nomination est irrégulière et ne vient pas d'Espagne. Son nom apparaît sur certaines listes de Vice-rois de Nouvelle-Espagne, mais pas sur toutes.